# 13Y busz (Pécs)
A pécsi 13Y jelzésű autóbusz a Főpályaudvar és Hird között közlekedik, Somogy érintésével.

## Története
2017. szeptember 1-jétől a Zsolnay-szobor helyett a Vásárcsarnokot érinti. A belváros felé 104Y jelzéssel, Uránvárosig közlekedik.

## Útvonala
| Főpályaudvar → Budai Állomás → Somogy → Hird, Harangláb utca | Szövőgyár utca → Somogy → Budai Állomás → Főpályaudvar |
| --- | --- |
| Főpályaudvar – Indóház tér – Kálvin utca – Ipar utca – Bajcsy-Zsilinszky utca – Rákóczi út – Rákóczi út – Zsolnay Vilmos utca – Pécsváradi út – Őrmezei út – Búzakalász utca – Somogy utca – forduló – Somogy utca – Pajtás utca – Búzakalász utca – Mázsaház utca – Szövetkezet utca – Hirdi út – Szövőgyár utca – Szövőgyár utca – forduló – Szövőgyár utca – Zengő utca – Harangláb utca – Hird, Harangláb utca | Szövőgyár utca – Szövőgyár utca – Hirdi út – Szövetkezet utca – Mázsaház utca – Búzakalász utca – Pajtás utca – Somogy utca – forduló – Somogy utca – Búzakalász utca – Őrmezei út – Pécsváradi út – Zsolnay Vilmos utca – Rákóczi út – Rákóczi út – Szabadság utca – Főpályaudvar |

## Megállóhelyei
| 13Y (Főpályaudvar – Somogy – Szövőgyár utca → Hird, Harangláb utca) |          |                                 |          | |               |
| Perc (↓)                                                            | Perc (↓) | Megállóhely                     | Perc (↑) | Megállóhelyet érintő járatok | Létesítmények |
| 0                                                                   | 0        | Főpályaudvar végállomás         | 36       | 3, 3E, 4, 4Y, 6, 6E, 7, 7Y, 8, 13, 13E, 13Y, 14, 14Y, 15, 15A, 20, 30, 31, 32, 32Y, 33, 34, 34Y, 35, 35Y, 36, 37, 38, 38Y, 39, 40, 41, 41E, 41Y, 42, 42Y, 43, 44, 46, 47, 73, 73Y, 104, 104A, 104E, 104Y, 130, 130A, 140 · Helyközi autóbuszok · Főpályaudvar |               |
| ∫                                                                   | ∫        | Zsolnay-szobor                  | 34       | 2, 2A, 2E, 3, 3E, 6, 6E, 7, 7Y, 8, 13Y, 14, 14Y, 22, 23, 23Y, 24, 25, 26, 26A, 27, 27Y, 28, 28A, 28Y, 29, 30, 31, 32, 32Y, 34, 34Y, 35, 35Y, 36, 37, 38, 38Y, 39, 40, 44, 46, 47, 73, 73Y, 102, 102Y, 103, 107E, 109E, 130, 140                               |               |
| 1                                                                   | 2        | Vásárcsarnok                    | ∫        | 4, 4Y, 13, 13E, 13Y, 15, 15A, 30, 31, 32, 32Y, 33, 34Y, 35Y, 44, 46, 60, 60Y, 103, 104, 104A, 104E, 104Y, 109E, 130, 130A |               |
| 3                                                                   | 5        | Árkád                           | 32       | 2, 2A, 2E, 3, 3E, 4, 4Y, 6, 6E, 7, 7Y, 8, 13, 13E, 13Y, 14, 14Y, 15, 15A, 22, 23, 23Y, 24, 25, 26, 26A, 27, 27Y, 28, 28A, 28Y, 29, 30, 33, 38, 38Y, 39, 40, 60, 60Y, 73, 73Y, 102, 102Y, 103, 104, 104A, 104E, 104Y, 107E, 109E, 130, 130A, 140               |               |
| 5                                                                   | 7        | 48-as tér                       | 30       | 2, 2A, 2E, 4, 4Y, 13, 13E, 13Y, 14, 14Y, 15, 15A, 20, 21, 21A, 30Y, 60, 60A, 60Y, 102, 102Y, 104, 104A, 104E, 104Y, 121 · Helyközi autóbuszok · Pécs-Külváros                                                                                                 |               |
| 7                                                                   | 9        | Zsolnay Negyed                  | 29       | 2, 2A, 4, 4Y, 13, 13E, 13Y, 14, 14Y, 15, 15A, 20, 21, 21A, 30Y, 60, 60A, 60Y, 102, 102Y, 104, 104A, 104E, 104Y, 121 |               |
| 9                                                                   | 11       | Mohácsi út                      | 27       | 2, 2A, 4, 4Y, 13, 13E, 13Y, 14, 14Y, 15, 15A, 20, 21, 21A, 25, 26, 30Y, 60, 60A, 60Y, 102, 102Y, 104, 104A, 104E, 104Y, 121 · Helyközi autóbuszok |               |
| 10                                                                  | 13       | Gyárvárosi templom              | 26       | 2, 2A, 4, 4Y, 13, 13E, 13Y, 14, 14Y, 15, 15A, 25, 26, 26A, 30Y, 60, 60A, 60Y, 102, 102Y, 104, 104A, 104E, 104Y |               |
| 11                                                                  | 15       | Budai Állomás                   | 24       | 2, 2A, 2E, 4, 4Y, 12, 13, 13E, 13Y, 14, 14Y, 15, 15A, 16, 25, 26, 26A, 30Y, 60, 60A, 60Y, 102, 102Y, 104, 104A, 104E, 104Y · Helyközi autóbuszok |               |
| 13                                                                  | 17       | Andrássy út                     | 22       | 13, 13Y, 14, 14Y, 15, 15A, 25, 26, 60A, 102, 102Y, 104, 104A, 104Y |               |
| 14                                                                  | 18       | Eperfás út                      | 21       | 13, 13E, 13Y, 14, 14Y, 15, 15A, 25, 26, 60A, 102, 102Y, 104, 104A, 104E, 104Y · Helyközi autóbuszok |               |
| 15                                                                  | 19       | Danitz puszta                   | 20       | 13, 13Y, 14, 14Y, 15, 15A, 25, 26, 60A, 102, 102Y, 104, 104A, 104Y |               |
| 16                                                                  | 20       | Ördögárok                       | 19       | 13, 13Y, 14, 14Y, 15, 15A, 25, 26, 60A, 102, 102Y, 104, 104A, 104Y |               |
| 18                                                                  | 22       | Murom                           | 18       | 13, 13E, 13Y, 14, 14Y, 15, 15A, 25, 26, 60A, 102, 102Y, 104, 104A, 104E, 104Y · Helyközi autóbuszok |               |
| 19                                                                  | 23       | Őrmezei út, Szödrös             | 17       | 13, 13Y, 14, 14Y, 15, 15A, 25, 26, 60A, 102, 102Y, 104, 104A, 104Y |               |
| 20                                                                  | 24       | Somogyi temető                  | 16       | 13, 13Y, 14, 14Y, 15, 15A, 25, 26, 60A, 102, 102Y, 104, 104A, 104Y |               |
| 21                                                                  | 25       | Somogyi templom                 | 15       | 13, 13Y, 14, 14Y, 15, 15A, 25, 26, 60A, 102, 102Y, 104, 104A, 104Y |               |
| 22                                                                  | 26       | Somogy utca                     | 14       | 13Y, 14Y, 15, 15A, 25, 26, 82, 102Y, 104, 104Y |               |
| 23                                                                  | 27       | Somogy                          | 12       | 13Y, 14Y, 15, 15A, 25, 26, 82, 102Y, 104, 104Y |               |
| 25                                                                  | 28       | Somogy utca                     | 11       | 13Y, 14Y, 15, 15A, 25, 26, 82, 102Y, 104, 104Y |               |
| ∫                                                                   | ∫        | Somogyi templom                 | 10       | 13, 13Y, 14, 14Y, 15, 15A, 25, 26, 60A, 102, 102Y, 104, 104A, 104Y |               |
| 26                                                                  | 29       | Somogyi templom                 | 9        | 13, 13Y, 14, 14Y, 15, 15A, 25, 26, 60A, 102, 102Y, 104, 104A, 104Y |               |
| 27                                                                  | 30       | Máladó utca                     | 8        | 13, 13Y, 14, 14Y, 60A, 82, 102, 102Y, 104, 104A, 104Y |               |
| 28                                                                  | 31       | Gabona utca                     | 7        | 13, 13Y, 14, 14Y, 60A, 82, 102, 102Y, 104, 104A, 104Y |               |
| 29                                                                  | 32       | Vashíd                          | 6        | 13, 13Y, 14, 14Y, 60A, 82, 102, 102Y, 104, 104A, 104Y |               |
| 30                                                                  | 33       | Vasasi temető                   | 5        | 13, 13Y, 14, 14Y, 60A, 82, 102, 102Y, 104, 104A, 104Y |               |
| 32                                                                  | 35       | Kerékhegy                       | 4        | 13, 13Y, 60A, 104A, 104Y |               |
| 34                                                                  | 37       | Hirdi út                        | 2        | 13, 13E, 13Y, 60A, 104A, 104E, 104Y |               |
| 35                                                                  | 38       | Szövőgyár utca végállomás       | 0        | 13, 13E, 13Y, 60A, 104A, 104E, 104Y |               |
| 36                                                                  | ∫        | Zengő utca                      | ∫        | 13, 13E, 13Y, 60A, 104A, 104E, 104Y |               |
| 37                                                                  | ∫        | Hadik András utca               | ∫        | 13, 13E, 13Y, 60A, 104A, 104E, 104Y |               |
| 38                                                                  | ∫        | Hird, Harangláb utca végállomás | ∫        | 13, 13E, 13Y, 60A, 104A, 104E, 104Y |               |